# Ombrone (fleuve)
Pour les articles homonymes, voir Ombrone.
L'Ombrone est un fleuve italien, le deuxième de la Toscane par sa longueur, qui prend sa source dans les environs de San Gusmè, sur le territoire de la commune de Castelnuovo Berardenga, dans la partie sud-est des monts du Chianti.

## Géographie
Dans son cours terminal, il traverse sur une douzaine de km le parc naturel de la Maremme et se jette dans la mer Tyrrhénienne à Bocca d'Ombrone, au sud-ouest de Grosseto.
Ses affluents les plus importants sont :
- l'Arbia
- le Merse
- l'Orcia.

## Hydrologie
Le régime de ce fleuve, de type méditerranéen pluvial, est extrêmement irrégulier. Il alterne des étiages d'été très prononcés avec des crues d'automne torrentielles. Un record a été atteint le 4 novembre 1966 : tandis que, plus au nord, l'Arno dévastait le centre de Florence, le débit de l'Ombrone a atteint (3 500 m3/s), inondant une partie de la ville de Grosseto.
L'Ombrone transporte une grande quantité de sédiments (davantage même que l'Arno) en raison de la sensibilité à l'érosion des terrains argilo-sableux du Pliocène qu'il parcourt, phénomène aggravé par le déboisement de la région. Cette caractéristique a toutefois été exploitée au XIXe siècle pour combler les marécages qui se trouvaient près de l'embouchure. Ils ont été rapidement transformés en fertiles plaines agricoles en creusant un canal détournant les eaux de l'Ombrone de façon à de qu'il y dépose ses alluvions.